# سالواتوره نوچیتا
سالواتوره نوچیتا (ایتالیایی: Salvatore Nocita؛ زادهٔ ۳۰ ژوئیه ۱۹۳۴) یک کارگردان فیلم و فیلم‌نامه‌نویس اهل ایتالیا است.
او کارش را به عنوان تدوین‌گر در شبکهٔ تلویزیونی رای آغاز کرد و در سال ۱۹۶۸ برنامهٔ خبرنگاری «چهره‌به‌چهره» (Faccia a faccia) را کارگردانی کرد.
از دیگر آثار او می‌توان به لیگابوئه، نامزد و گاما اشاره کرد.